# Puerto de Burgas
El Puerto de Burgas (en búlgaro: пристанище Бургас) es el mayor puerto marítimo y el puerto principal del país europeo de Bulgaria.  Se encuentra ubicado como su nombre lo indica en la ciudad del Mar Negro de Burgas , la cuarta ciudad más grande del país y que es parte de la red de transporte transeuropea.  
Las bases para el moderno puerto, construido en el año 1894 se establecieron por una decisión del Gobierno búlgaro para la ampliación del viejo puerto.  En su forma anterior, el puerto fue, sin embargo, utilizado desde la antigüedad. En 1903, el moderno puerto fue inaugurado en presencia del rey búlgaro Fernando I que lo abrió para la navegación comercial.